# Karel Feistmantel
Karel Feistmantel (14. února 1819 Praha – 29. září 1885 Smíchov) byl český geolog a paleontolog, zaměřený především na průzkum uhelných pánví středních a západních Čech.

## Život
Byl synem herce Karla Františka Feistmantela. Studoval na akademickém gymnáziu staroměstském i novoměstském a v roce 1834 byl přijat na pražskou polytechniku. Největší vliv tam na něj měl mineralog profesor Franz Xaver Maxmilian Zippe. Po absolvování nastoupil na panství průmyslníka a mecenáše vědy Karla Egona Fürstenberga. Stal se ředitelem jeho hutí v obcích Stará Huť, Nová Huť, Nový Jáchymov u Berouna, Roztoky u Křivoklátu a Břasy. Byl uznávaný a oblíbený pro své odborné znalosti, poctivost i slušné jednání s podřízenými. Ve vedení fürstenberských závodů působil čtyřicet let. Roku 1878 odešel do důchodu, aby měl více času na vědeckou práci.
První geologický výzkum prováděl v roce 1850 na Krušné hoře v Křivoklátské vrchovině. Nalezl zde zkamenělinu kmene ramenonožců (Brachiopoda), kterou nazval Lingula Feistmanteli. Během pobytu v Břasech zkoumal porfyry silurského útvaru a uhelné pánve u Radnic. V letech 1849 – 50 psal i odborné technické články.
Roku 1878 opustil zaměstnání a plně se soustředil na výzkum. Podnikal vycházky do uhelných pánví, Brd, Kladské kotliny i jiných geologicky zajímavých oblastí. Postupně objevil další zkameněliny, které po něm získaly jméno: Graminites Feistmanteli, Palingenia Feistmanteli (pravěká jepice), Sphaerites Feistmanteli (mikroskopická houba) a Sigillairaestrobus Feistmanteli. O svých výzkumech napsal během života celkem 66 vědeckých článků, ilustrovaných pečlivě provedenými výkresy. Otištěny byly například v časopisech Lotos, Zprávy a pojednání Královské české společnosti nauk i jinde. Stal se mimo jiné korespondentem c. k. geologického ústavu ve Vídni (1861), korespondentem Královské české společnosti nauk (1868) a členem Společnosti Muzea Království českého (1883).
Zemřel roku 1885 a byl pohřben na hřbitově na Malvazinkách.
Jeho syn Otakar Feistmantel se proslavil geologickým výzkumem v Indii.